# Кабаньи шлемы

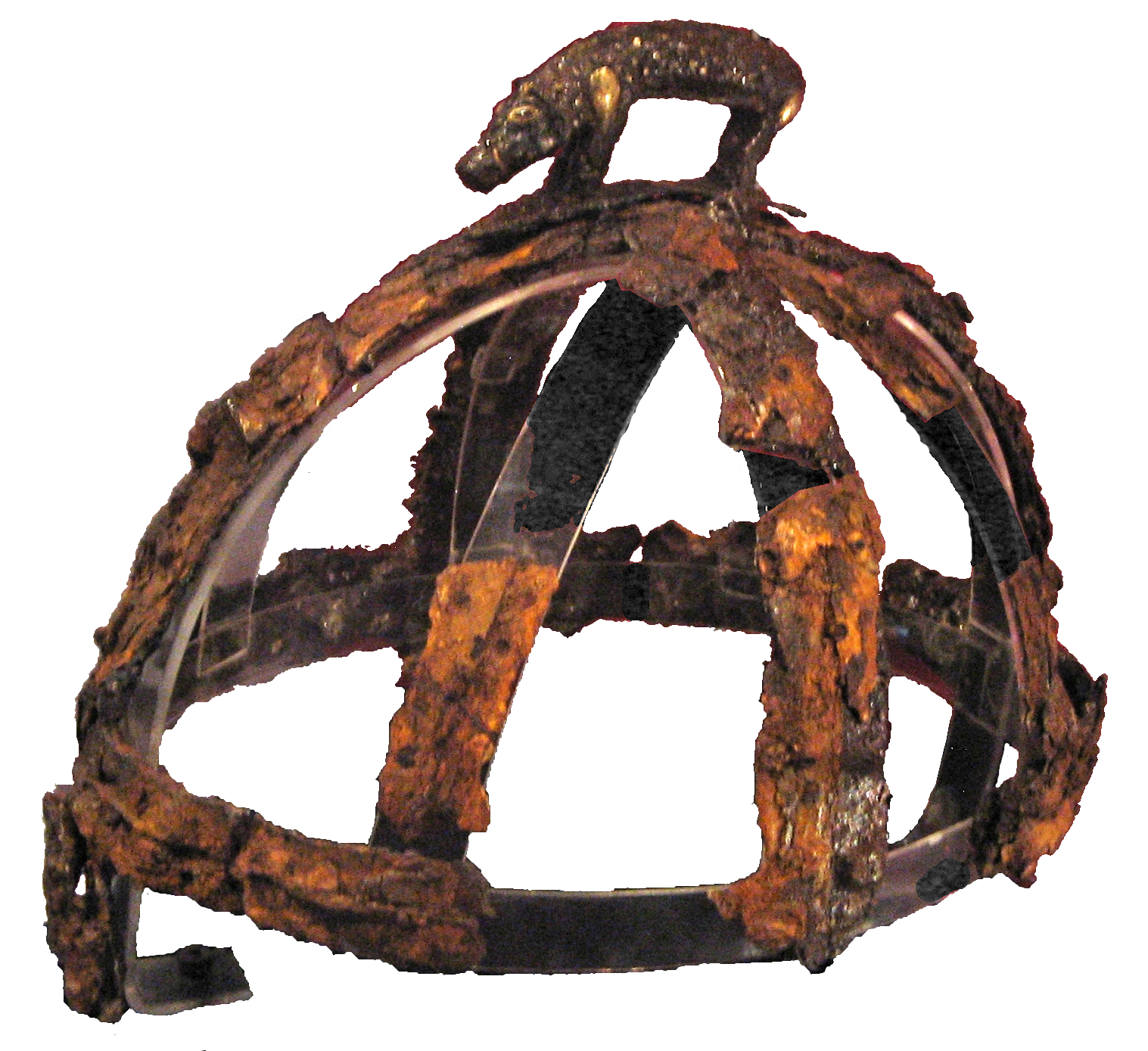
Кабаний шлем из Бенти Грэнж, Дербишир

Кабаньи шлемы — разновидность вендельских шлемов, появившаяся около VII века, на которых помещён нашлемник, изображавший кабана.
Они изготовлены из трёх железных полос — две сходились в раму конической или полусферической формы, третья была ободом (венцом). Каркас либо обтягивался кожей, либо пространство между полосами каркаса закрывали металлическими сегментами. Шлемы могли быть с наносником.
Наиболее известен шлем из Бенти Грэнж (англ., Дербишир, Англия) конца VII века. Железные полосы каркаса соединены серебряными заклёпками, а полоса, идущая спереди назад, также образует наносник, украшенный серебряным крестом. Снаружи этот шлем был покрыт роговыми пластинками. На овальной бронзовой пластинке крепилась железная фигурка кабана с бронзовыми глазами, украшенная золотом и серебром.